# Roy Bittan
Roy Bittan (New York, New York, 2. srpnja 1949.) američki je glazbenik, najpoznatiji kao član E Street Banda Brucea Springsteena, kojem se pridružio 23. kolovoza 1974. Bittan, poznat i pod nadimkom "The Professor", svira klavir, orgulje, harmoniku i sintesajzer.
Bittan je svirao na nekoliko desetaka albuma, ne samo za Springsteena nego i za glazbenike kao što su David Bowie, Jackson Browne, Tracy Chapman, Chicago, Catie Curtis, Dire Straits, Peter Gabriel, Meat Loaf, Stevie Nicks, Bob Seger, Celine Dion, Patty Smyth, Jim Steinman i Bonnie Tyler.